# Årsunda
Årsunda är en tätort i Sandvikens kommun, och kyrkbyn i Årsunda socken, som ligger i en jordbruksbygd söder om Storsjön. Årsunda ligger vid länsväg 272 och består av områdena Berga, Vida, Lund Hedkarby, Fänja, Sjövik, Sörby, Lingbo, Trösken.

## Historia
Årsunda kyrka byggdes omkring 1450 men har anor ifrån 1200-talet. I kyrkans vapenrum återfinns en runsten försedd med ett kristet kors, vilket talar för att det funnits en äldre kyrka på samma plats. 
Ett gravfält med 90 gravar från i huvudsak vikingatid återfinns i tätorten. I Årsunda finns även en rekonstruerad vikingagård kallad Årsjögård med ett flertal byggnader, runstenar (nygjorda), kultplats och järnframställningsplats med mera.

### Befolkningsutveckling
| Befolkningsutvecklingen i Årsunda 1950–2020 | Befolkningsutvecklingen i Årsunda 1950–2020 | Befolkningsutvecklingen i Årsunda 1950–2020 | Befolkningsutvecklingen i Årsunda 1950–2020 | Befolkningsutvecklingen i Årsunda 1950–2020 |
| ------------------------------------------- | ------------------------------------------- | ------------------------------------------- | ------------------------------------------- | ------------------------------------------- |
|                                             |                                             |                                             |                                             |                                             |
| År                                          |                                             |                                             | Folkmängd                                   | Areal (ha)                                  |
| 1950                                        | 1950                                        |                                             | 316                                         |                                             |
| 1960                                        | 1960                                        |                                             | 617                                         |                                             |
| 1965                                        | 1965                                        |                                             | 741                                         |                                             |
| 1970                                        | 1970                                        |                                             | 935                                         |                                             |
| 1975                                        | 1975                                        |                                             | 1 015                                       |                                             |
| 1980                                        | 1980                                        |                                             | 1 072                                       |                                             |
| 1990                                        | 1990                                        |                                             | 1 013                                       | 129                                         |
| 1995                                        | 1995                                        |                                             | 1 087                                       | 124                                         |
| 2000                                        | 2000                                        |                                             | 1 027                                       | 124                                         |
| 2005                                        | 2005                                        |                                             | 1 067                                       | 124                                         |
| 2010                                        | 2010                                        |                                             | 1 008                                       | 125                                         |
| 2015                                        | 2015                                        |                                             | 1 012                                       | 144                                         |
| 2020                                        | 2020                                        |                                             | 1 026                                       | 144                                         |
|                                             |                                             |                                             |                                             |                                             |

## Samhället

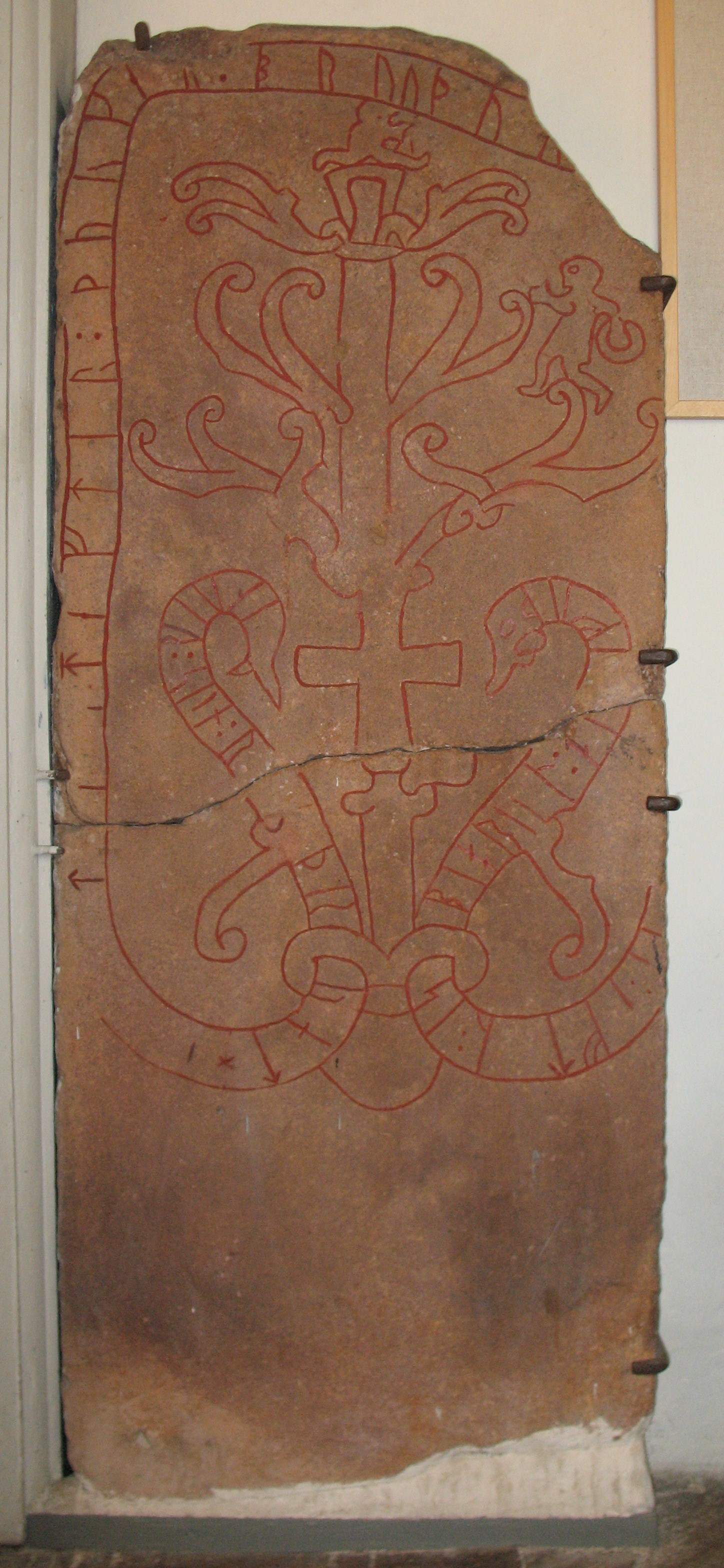
Årsundastenen i Årsunda kyrka.

Centrum i Årsunda består av Årsunda kyrka, en ICA nära-affär, äldreboendet Vallgården, bilverkstad, en pizzeria och en busshållplats. Det finns även ett numera nedlagt och övergivet sågverk. I Lund är det mest sommarstugor medan husen i Hedkarby bebos året om. I Årsunda finns det även bondgårdar med köttboskap och egen närproducerad kötthållning som distribuerar kött till närliggande kommuner. 
Strax utanför centrala Årsunda finns även en skoter- och fyrhjulingsbutik. 
Årsunda Kyrkskola är Årsundas enda skola. Det är ett låg- och mellanstadieskola för årskurs 1–6. Den har cirka 150 elever och omkring 25 lärare. I Årsunda finns också Lunds bystuga.
Strandbaden är en lång sandstrand vid Storsjön. Där finns ett campingområde, Strandbaden kallas också för Gästriklands riviera. 2011 ansökte Naturistföreningen om att det skulle bli ett naturistbad vid området men 2013 stod det klart att ansökan avslogs.
På Strandbaden finns det både en restaurang och pizzeria.

### Kommunikationer
X-trafiks busslinje 47 som går mellan Gysinge/Österfärnebo i söder och Sandviken i norr passerar Årsunda och är utöver skolbussar ortens enda bussförbindelse.

## Filmer inspelade/utspelade i Årsunda
- Black Jack, regissör: Colin Nutley

## Kända personer från Årsunda
- Emil Jönsson, skidsprintare,
- Daniel Bernhardsson, fotbollsspelare,
- Waldemar Bergendahl, filmproducent och manusförfattare.
- Joel Uhr, Rallycross och Folkraceförare